# Maya churgellae
Espèce
Maya churgellae est une espèce de coléoptères de la famille des Staphylinidae et de la sous-famille des Pselaphinae.

## Répartition et habitat
Cette espèce est décrite de Sumatra et Bali, en Indonésie.